# 야말로네네츠 자치구
야말로네네츠 자치구(러시아어: Яма́ло-Не́нецкий автоно́мный о́круг Yamalo-Nenetsky avtonomny okrug[*]; 네네츠어: Ямалы-Ненёцие автономной ӈокрук Jamaly-Nenjocije awtonomnoj ŋokruk, '야말네네츠') 또는 야말리야(러시아어: Ямалия, "야말리아")는 러시아의 연방주체와 튜멘주의 자치구이다.
750,300 km2의 면적을 가졌다. 살레하르트 (35,000명)가 중심지이고, 노야브리스크 (100,000명)가 가장 큰 도시이다. 이름은 야말반도와 네네츠인(사모예드족)에서 왔다.

## 인구
네네츠인(사모예드족)은 면적의 극히 일부이며 보통 러시아인(61.7%)과 우크라이나인(9.7%)이다.

## 지리

### 시간대
예카테린부르크 시간 (YEKT/YEKST)에 놓여 있다. UTC와의 시차는 +0500 (YEKT)/+0600 (YEKST)이다.

## 행정 구역

### 군
- 크란솔셀쿱스키군
- 나딤스키군
- 프리우랄스키군
- 푸롭스키군
- 슈리시카르스키군
- 타좁스키군
- 야말스키군

## 주민
| 연도                | 인구    | ±%      |
| ------------------- | ------- | ------- |
| 1959                | 62,334  | —       |
| 1970                | 79,977  | +28.3%  |
| 1979                | 157,616 | +97.1%  |
| 1989                | 486,164 | +208.4% |
| 2002                | 507,006 | +4.3%   |
| 2010                | 522,904 | +3.1%   |
| 2021                | 510,490 | −2.4%   |
| Source: Census data |         |         |

인구: 510,490 (2021년 인구 조사); 522,904 (2010년 인구 조사); 507,006 (2002년 인구 조사); 486,164 (1989년 인구 조사).
소수민족:
네네츠인들이 2만 6,435명 정도인데 5.2%로 소폭 증가했다. 타타르인이 2만 7,734명 (5.4%), 우크라이나인이 6만 6,080명 (13%)이고 러시아인이 29만 8,359명 (58.8%)을 차지해 이 지역의 다수민족이다. 기타 다른 민족으로는 벨라루스인 (8,989명, 1.77%), 한티인 (8,760명, 1.72%), 아제르바이잔인 (8,353명, 1.65%), 바시키르인 (7,932명, 1.56%), 코미인 (6,177명, 1.22%), 몰도바인 (5,400명, 1.06%), 셀쿠프인과 기타가 거주한다.